# Tabaré Viudez
Tabaré Viudez, vollständiger Name Tabaré Uruguay Viudez Mora (* 8. September 1989 in Montevideo) ist ein uruguayischer Fußballspieler.

## Karriere

### Verein

#### Anfänge
Tabaré Viudez begann 2007 seine Karriere in der heimischen uruguayischen Liga und spielte ab der Clausura 2007 beim Profiklub Defensor Sporting, wo er sich mehrfach durch gute Leistungen auszeichnen konnte. In der Saison 2007/08 wurde er hier erstmals Landesmeister. 

#### AC Milan
Auch durch seine starken Auftritte in der U-20-Nationalmannschaft Uruguays war der AC Mailand an ihm interessiert. Viudez wird oft auch als Stürmer eingesetzt. Er wechselte zusammen mit Mathías Cardacio für 4,5 Millionen € nach Italien, wo beide einen Vierjahresvertrag unterschrieben haben. Sein Spitzname lautet El Chaio. Er gab sein Debüt für Milan am 8. März 2009, als er für David Beckham in der 90. Spielminute eingewechselt wurde. Milan gewann 3:0 gegen Atalanta Bergamo. Zu Beginn der Saison 2009/2010 wurde bekannt, dass der Vertrag Viudezs vom AC Milan aufgelöst wurde.

#### Rückkehr zu Defensor Sporting
In der Apertura und Clausura der Spielzeit 2009/10 absolvierte er sodann vier bzw. zehn Spiele für seinen vorherigen Klub Defensor und schoss in Hin- und Rückrunde jeweils ein Tor. Viermal kam er auch in der Liguilla Pre-Libertadores zum Einsatz (ein Tor).

#### Club América
In der Apertura 2010 spielte er sodann in Mexikos Erster Liga für Necaxa. Allerdings basierte das dortige Engagement auf einem Leihgeschäft. Inhaber der Transferrechte war seinerzeit der Club América, der Viudez erst kurz zuvor im April 2010 für vier Jahre verpflichtet hatte.

##### Nexacas
Der Trainer Necaxas griff in der Liga elfmal auf Viudez' Dienste zurück, allerdings stand er lediglich zweimal in der Startformation. 

##### Nacional Montevideo
Ende 2010 kehrte er nach Uruguay zurück und bestritt dort mit Nacional Montevideo das Torneo Clausura 2011. Am Ende dieser Spielzeit stand dann ebenso wie nach Ablauf der Saison 2011/12 der Gewinn des uruguayischen Meistertitels für die Bolsos. Viudez bestritt in diesem Zeitraum 37 Partien in der Primera División und erzielte neun Tore. Auch stehen elf Einsätze in der Copa Libertadores (zwei Tore) für ihn in Reihen Nacionals zu Buche.

#### Club Atenas de San Carlos
Im Juli 2012 wurde vermeldet, dass Viudez sich nach Ablauf seiner Ausleihe an Nacional zunächst dem uruguayischen Zweitligisten Atenas de San Carlos angeschlossen hat.

#### Kasımpaşa Istanbul
Wenig später wurde sein abermaliger Wechsel zum türkischen Erstligisten Kasımpaşa Istanbul bekanntgegeben. Dort unterschrieb er einen Dreijahresvertrag. Für die Türken bestritt er in der Saison 2012/13 23 Ligapartien, in denen er fünf Tore erzielte. Zudem schoss er ein Tor bei insgesamt drei Pokaleinsätzen. In der Spielzeit 2013/14 kam er in 30 Ligaspielen zum Zuge (fünf Tore). Überdies bestritt er ein Pokalspiel (ein Tor). In der Spielzeit 2014/15 lief er in 15 Ligabegegnungen (ein Tor) und einer Pokalpartie (kein Tor) auf.

#### River Plate
Am 29. Juni 2015 wurde seitens des argentinischen Vereins River Plate seine Verpflichtung vermeldet. Diese erfolgte auf Wunsch des dortigen Trainers Marcelo Gallardo. Viudez unterschrieb einen Dreijahresvertrag. Als Ablösesumme sollen 2,5 Millionen Dollar für die Hälfte der Transferrechte Gegenstand des Transfergeschäfts gewesen sein. Bei den Argentiniern trug er mit zwei Einsätzen (kein Tor) zum Gewinn der Copa Libertadores 2015 bei. Zudem kam er bislang (Stand: 24. Juli 2016) 16-mal (ein Tor) in der Primera División, fünfmal (kein Tor) in der Copa Sudamericana 2015, zweimal (kein Tor) bei der FIFA-Klub-Weltmeisterschaft 2015 und einmal (kein Tor) beim Campeonato del Banco Suruga zum Einsatz. 

#### Nacional Montevideo
Im Juli 2016 kehrte er für ein zweites Engagement zu Nacional Montevideo zurück. Er trug mit einem Treffer bei 13 Ligaeinsätzen zum Gewinn der uruguayischen Meisterschaft in der Saison 2016 bei.

#### Club Olimpia
Nachdem er aus seinem Vertrag mit der uruguayischen Mannschaft entlassen worden war, stimmte er zu, sich Club Olimpia anzuschließen.

### Nationalmannschaft
Viudez war auch Mitglied der uruguayischen U-20-Auswahl. Dort debütierte er unter Trainer Gustavo Ferrín am 16. Mai 2007 in der mit 1:2 verlorenen Begegnung mit dem Team Chinas. Im Jahr 2007 spielte Tabaré Viudez in der U-20-Auswahl bei der U-20-Fußball-Weltmeisterschaft 2007 in Kanada an der Seite beispielsweise von Luis Suárez, Edinson Cavani und Martín Cáceres. Bei der U-20-Fußball-Südamerikameisterschaft 2009 gehörte Viudez ebenso der uruguayischen Auswahl an, wie im selben Jahr bei der U-20-Fußball-Weltmeisterschaft 2009 in Ägypten. Bei den beiden WM-Turnieren kam er auf sechs Einsätze (zwei 2007, vier 2009), bei denen ihm ein Treffer gelang. Insgesamt bestritt er für die U-20 24 Länderspiele und erzielte zwei Treffer.
2011 nahm er mit der uruguayischen Mannschaft an den Panamerikanischen Spielen teil und gewann mit der Celeste die Bronzemedaille. In dieser von Juan Verzeri betreuten Auswahlmannschaft lieferte er sein erstes Spiel am 5. Oktober 2011 gegen Argentinien ab. Insgesamt bestritt er fünf Länderspiele mit dem Team.
Nachdem Viudez Name zunächst Bestandteil einer am 14. Februar 2012 seitens des Nationaltrainers Óscar Tabárez bekanntgegebenen provisorischen Vorauswahl-Liste war, aus der die Nominierten für das uruguayische Team beim olympischen Fußballturnier der Olympischen Spiele 2012 rekrutiert werden sollten, gehörte er später beim olympischen Fußballturnier in London schließlich dem uruguayischen Aufgebot an. Bei den Spielen kam er dann zu zwei Einsätzen in den Begegnungen gegen die Teams aus dem Senegal bzw. Großbritannien. Insgesamt bestritt er für die Olympiaauswahl seit seinem Debüt in der Partie gegen Ägypten am 25. Februar 2012 fünf Nationalmannschaftseinsätze.

## Erfolge
- Copa Libertadores: 2015
- Campeonato del Banco Suruga: 2015
- 4× Uruguayischer Meister: 2007/08, 2010/11, 2011/12, 2016
- Bronzemedaille bei den Panamerikanischen Spielen: 2011

## Privates
Viudez ist Vater eines Sohnes namens Thiago.